# Pescara Calcio 1998-1999
Questa voce raccoglie le informazioni riguardanti il Pescara Calcio nelle competizioni ufficiali della stagione 1998-1999.

## Stagione
Il Pescara nella stagione 1998-1999 ha disputato il campionato di Serie B, classificandosi al quinto posto con 63 punti, mancando la promozione in Serie A per un punto. La stagione pescarese è iniziata con il tecnico Francesco Giorgini, ma è stato un inizio traumatico, essendo arrivate due sconfitte di fila con l'Hellas Verona ed il Napoli, allora si è passati nelle mani di Luigi De Canio che è rimasto in sella fino al termine della stagione. Con una promozione sfumata per un solo punto, pagando a caro prezzo la sconfitta interna (0-2) con la Reggina alla terz'ultima giornata. Sono saliti in Serie A il Verona con 66 punti, ed il Torino con 65 punti, poi con 64 punti, un solo punto in più del Pescara, la Reggina ed il Lecce. Nel girone di andata gli abruzzesi hanno raccolto 31 punti, mentre nel girone di ritorno i punti ottenuti sono stati 32. Nella Coppa Italia la squadra biancoazzurra è stata eliminata nel primo turno nel doppio confronto con il Cesena: (2-2) all'andata, (0-3) sconfitta in casa al ritorno. Miglior realizzatore di stagione Michele Gelsi che segna 13 reti, 11 delle quali su calcio di rigore.

## Rosa
| N. |                   | Ruolo | Calciatore           |
| -- | ----------------- | ----- | -------------------- |
| 1  | Italia (bandiera) | P     | Domenico Cecere      |
| 2  | Italia (bandiera) | D     | Davide Nicola        |
| 3  | Italia (bandiera) | D     | Vincenzo Lambertini  |
| 4  | Italia (bandiera) | C     | Angelo Terracenere   |
| 5  | Italia (bandiera) | D     | Espedito Chionna     |
| 6  | Italia (bandiera) | D     | Ciro Caruso          |
| 7  | Italia (bandiera) | C     | Michele Baldi        |
| 8  | Italia (bandiera) | C     | Michele Gelsi        |
| 9  | Italia (bandiera) | A     | Giovanni Pisano      |
| 10 | Italia (bandiera) | C     | Massimiliano Allegri |
| 11 | Italia (bandiera) | C     | Ivan Tisci           |
| 11 | Italia (bandiera) | C     | Salvatore Sullo      |
| 12 | Italia (bandiera) | P     | Daniele Assogna      |
| 13 | Italia (bandiera) | C     | Andrea Coletti       |
| 14 | Italia (bandiera) | C     | Massimo Epifani      |
| 15 | Italia (bandiera) | A     | Dario Di Giannatale  |
| 15 | Italia (bandiera) | D     | Francesco D'Addazio  |

| N. |                     | Ruolo | Calciatore        |
| -- | ------------------- | ----- | ----------------- |
| 16 | Italia (bandiera)   | C     | Luca Minopoli     |
| 17 | Italia (bandiera)   | C     | Paolo Rachini     |
| 18 | Italia (bandiera)   | A     | Mauro Esposito    |
| 19 | Italia (bandiera)   | A     | Andrea Tentoni    |
| 20 | Italia (bandiera)   | A     | Massimo Cicconi   |
| 21 | Italia (bandiera)   | D     | Juriy Cannarsa    |
| 22 | Italia (bandiera)   | P     | Paolo Bordoni     |
| 23 | Italia (bandiera)   | D     | Davide Giansante  |
| 23 | Italia (bandiera)   | C     | Giuliano Melosi   |
| 24 | Italia (bandiera)   | D     | Michele Zanutta   |
| 25 | Italia (bandiera)   | P     | Daniele Addario   |
| 26 | Italia (bandiera)   | D     | Francesco Galeoto |
| 27 | Italia (bandiera)   | A     | Vincenzo Palumbo  |
| 28 | Slovenia (bandiera) | D     | Amir Ružnič       |
| 29 | Italia (bandiera)   | P     | Luca Castellazzi  |
| 30 | Italia (bandiera)   | A     | Pasquale Luiso    |
| 31 | Italia (bandiera)   | D     | Mario Giannetta   |

## Calciomercato

### Sessione autunnale-invernale
| Acquisti | Acquisti          | Acquisti     | Acquisti             |
| Ruolo    | Nome              | da           | Modalità             |
| -------- | ----------------- | ------------ | -------------------- |
| P        | Luca Castellazzi  | Padova       | definitivo (gennaio) |
| D        | Francesco Galeoto | Salernitana  | definitivo (ottobre) |
| C        | Giuliano Melosi   | L.R. Vicenza | definitivo (gennaio) |
| C        | Salvatore Sullo   | Reggiana     | definitivo (gennaio) |
| A        | Pasquale Luiso    | L.R. Vicenza | definitivo (gennaio) |
| A        | Vincenzo Palumbo  | Empoli       | definitivo (ottobre) |

| Cessioni | Cessioni            | Cessioni | Cessioni            |
| R.       | Nome                | a        | Modalità            |
| -------- | ------------------- | -------- | ------------------- |
| P        | Domenico Cecere     | Fermana  | prestito (gennaio)  |
| C        | Massimo Epifani     | Foggia   | prestito (febbraio) |
| A        | Dario Di Giannatale | Cosenza  | prestito (ottobre)  |

## Risultati

### Serie B
Fonte spettatori:  Serie B 1998-1999, su stadiapostcards.com.

#### Girone di andata
| Arbitro: | Sputore (Vasto) |

|                                                |           |                 |
| Cammarata 21’ De Vitis 45’, 65’ Aglietti 90+2’ | Marcatori | 46’ M. Esposito |

| Arbitro: | Strazzera (Trapani) |

|  |           |              |
|  | Marcatori | 59’ Paradiso |

| Arbitro: | Dagnello (Trieste) |

|                  |           |  |
| Gelsi 61’ (rig.) | Marcatori |  |

| Arbitro: | Sputore (Vasto) |

|  |           |                                  |
|  | Marcatori | 25’ (rig.) Gelsi 73’ M. Esposito |

| Arbitro: | Rosetti (Torino) |

|             |           |  |
| Rachini 20’ | Marcatori |  |

| Arbitro: | Nucini (Ravenna) |

|                             |           |                               |
| Francioso 45+2’, 52’, 90+2’ | Marcatori | 6’ M. Esposito Lambertini 72’ |

| Pescara 18 ottobre 1998, ore 15:30 7ª giornata | Pescara             | 0 – 0 referto | Lucchese | Stadio Adriatico (4239 spett.)\| Arbitro: \| Prreschern (Mestre) \| |
| Arbitro:                                       | Prreschern (Mestre) |               |          |                                                                     |

| Arbitro: | Fausti (Milano) |

|               |           |                  |
| Comandini 71’ | Marcatori | 92’ (rig.) Gelsi |

| Arbitro: | Fausti (Milano) |

|                                            |           |                |
| Pisano 24’, 27’, 47’ Gelsi 35’ Palumbo 68’ | Marcatori | 87’ Borgobello |

| Arbitro: | Bertini (Arezzo) |

|                      |           |                          |
| Artistico 69’ (rig.) | Marcatori | 3’ M. Esposito 83’ Gelsi |

| Arbitro: | Branzoni (Pavia) |

|                  |           |  |
| Gelsi 53’ (rig.) | Marcatori |  |

| Arbitro: | Serena (Bassano del Grappa) |

|           |           |                                                                     |
| Tatti 45’ | Marcatori | 11’ M. Esposito 32’ (rig.), 68’ (rig.) Gelsi 59’ Pisano 89’ Galeoto |

| Arbitro: | Fausti (Milano) |

|              |           |            |
| Dell'Anno 6’ | Marcatori | 44’ Pisano |

| Arbitro: | Bertini (Arezzo) |

|  |           |                |
|  | Marcatori | 9’ L. Beghetto |

| Arbitro: | Rosetti (Torino) |

|  |           |                                          |
|  | Marcatori | 29’ (aut.) Collauto 65’, 82’ M. Esposito |

| Arbitro: | Preschern (Mestre) |

|                        |           |              |
| Gelsi 15’ Cannarsa 90’ | Marcatori | 36’ D. Russo |

| Arbitro: | Sputore (Vasto) |

|                                             |           |  |
| Martino 10’ Lambertini 16’ (aut.) Sussi 66’ | Marcatori |  |

| Pescara 17 gennaio 1999 18ª giornata | Pescara                    | 0 – 0 referto | Lecce | Stadio Adriatico (7628 spett.)\| Arbitro: \| Cardella (Torre del Greco) \| |
| Arbitro:                             | Cardella (Torre del Greco) |               |       |                                                                            |

| Arbitro: | Strazzera (Trapani) |

|                      |           |  |
| Hübner 21’, 25’, 76’ | Marcatori |  |

#### Girone di ritorno
| Arbitro: | Preschern (Mestre) |

|                  |           |               |
| Gelsi 29’ (rig.) | Marcatori | 12’ Cammarata |

| Arbitro: | Serena (Bassano del Grappa) |

|                             |           |  |
| C. Bellucci 12’ Turrini 84’ | Marcatori |  |

| Arbitro: | Guiducci (Arezzo) |

|                                               |           |  |
| M. Cossato 44’ C. Colombo 72’ Caccia 77’, 80’ | Marcatori |  |

| Arbitro: | Preschern (Mestre) |

|             |           |                      |
| Palumbo 41’ | Marcatori | 75’ (rig.) De Cesare |

| Arbitro: | Pirrone (Messina) |

|  |           |                 |
|  | Marcatori | 9’, 76’ Palumbo |

| Arbitro: | Serena (Bassano del Grappa) |

|                                                      |           |            |
| M. Esposito 41’ Sullo 51’ Baldi 53’ Gelsi 64’ (rig.) | Marcatori | 86’ Vukoja |

| Arbitro: | Dagnello (Trieste) |

|                       |           |  |
| N. Tarantino 26’, 66’ | Marcatori |  |

| Pescara 28 marzo 1999 27ª giornata | Pescara          | 0 – 0 referto | Cesena | Stadio Adriatico (4225 spett.)\| Arbitro: \| Pin (Conegliano) \| |
| Arbitro:                           | Pin (Conegliano) |               |        |                                                                  |

| Arbitro: | Bolognino (Milano) |

|                             |           |                                    |
| Borgobello 17’ Cucciari 57’ | Marcatori | 24’ (aut.) Fabris 70’ (rig.) Gelsi |

| Arbitro: | Strazzera (Trapani) |

|                          |           |                |
| Luiso 3’ M. Esposito 87’ | Marcatori | 45+2’ Ferrante |

| Arbitro: | Cardella (Torre del Greco) |

|  |           |                          |
|  | Marcatori | 5’ (aut.) Moro 63’ Luiso |

| Arbitro: | Paparesta (Bari) |

|                 |           |  |
| M. Esposito 35’ | Marcatori |  |

| Arbitro: | Strazzera (Trapani) |

|           |           |  |
| Pisano 1’ | Marcatori |  |

| Arbitro: | Branzoni (Pavia) |

|                |           |  |
| Bortoluzzi 13’ | Marcatori |  |

| Arbitro: | Sirotti (Forlì) |

|                 |           |  |
| M. Esposito 53’ | Marcatori |  |

| Arbitro: | Dagnello (Trieste) |

|                         |           |                                |
| Corradi 39’ Tudisco 57’ | Marcatori | 6’ Lambertini 68’ (rig.) Gelsi |

| Arbitro: | Tombolini (Ancona) |

|  |           |                                    |
|  | Marcatori | 49’ (aut.) Cannarsa 81’ Possanzini |

| Arbitro: | Rossi (Ciampino) |

|  |           |           |
|  | Marcatori | 10’ Sullo |

| Arbitro: | Cardella (Torre del Greco) |

|                                 |           |                          |
| Pisano 32’, 64’ M. Esposito 71’ | Marcatori | 92’ Hübner 94’ Koźmiński |

### Coppa Italia

#### Primo Turno
| Arbitro: | Dagnello (Trieste) |

|                                 |           |                        |
| Agostini 67’ (rig.) Masitto 87’ | Marcatori | 81’ Pisano 89’ Allegri |

| Arbitro: | Braschi (Prato) |

|  |           |                                     |
|  | Marcatori | 2’ Superbi 22’, 79’ (rig.) Agostini |

## Statistiche

### Statistiche di squadra
| Competizione | Punti | In casa | In casa | In casa | In casa | In casa | In casa | In trasferta | In trasferta | In trasferta | In trasferta | In trasferta | In trasferta | Totale | Totale | Totale | Totale | Totale | Totale | DR |
| Competizione | Punti | G       | V       | N       | P       | Gf      | Gs      | G            | V            | N            | P            | Gf           | Gs           | G      | V      | N      | P      | Gf     | Gs     | DR |
| ------------ | ----- | ------- | ------- | ------- | ------- | ------- | ------- | ------------ | ------------ | ------------ | ------------ | ------------ | ------------ | ------ | ------ | ------ | ------ | ------ | ------ | -- |
| Serie B      | 63    | 19      | 11      | 5       | 3       | 24      | 12      | 19           | 7            | 4            | 8            | 26           | 30           | 38     | 18     | 9      | 11     | 50     | 42     | +8 |
| Coppa Italia |       | 1       | 0       | 0       | 1       | 0       | 3       | 1            | 0            | 1            | 0            | 2            | 2            | 2      | 0      | 1      | 1      | 2      | 5      | -3 |
| Totale       |       | 20      | 11      | 5       | 4       | 24      | 15      | 20           | 7            | 5            | 8            | 28           | 32           | 40     | 18     | 10     | 12     | 52     | 47     | +5 |

### Andamento in campionato
| Giornata  | 1  | 2  | 3  | 4  | 5 | 6 | 7 | 8 | 9 | 10 | 11 | 12 | 13 | 14 | 15 | 16 | 17 | 18 | 19 | 20 | 21 | 22 | 23 | 24 | 25 | 26 | 27 | 28 | 29 | 30 | 31 | 32 | 33 | 34 | 35 | 36 | 37 | 38 |
| --------- | -- | -- | -- | -- | - | - | - | - | - | -- | -- | -- | -- | -- | -- | -- | -- | -- | -- | -- | -- | -- | -- | -- | -- | -- | -- | -- | -- | -- | -- | -- | -- | -- | -- | -- | -- | -- |
| Luogo     | T  | C  | C  | T  | C | T | C | T | C | T  | C  | T  | T  | C  | T  | C  | T  | C  | T  | C  | T  | T  | C  | T  | C  | T  | C  | T  | C  | T  | C  | C  | T  | C  | T  | C  | T  | C  |
| Risultato | P  | P  | V  | V  | V | P | N | N | V | V  | V  | V  | N  | P  | V  | V  | P  | N  | P  | N  | P  | P  | N  | V  | V  | P  | N  | N  | V  | V  | V  | V  | P  | V  | N  | P  | V  | V  |
| Posizione | 15 | 18 | 12 | 10 | 5 | 9 | 9 | 9 | 5 | 5  | 4  | 4  | 4  | 4  | 4  | 4  | 4  | 4  | 7  | 7  | 9  | 9  | 10 | 9  | 7  | 8  | 9  | 9  | 9  | 7  | 7  | 4  | 7  | 5  | 5  | 6  | 5  | 5  |

Legenda:

Luogo: C = Casa; T = Trasferta. Risultato: V = Vittoria; N = Pareggio; P = Sconfitta.

### Statistiche dei giocatori
Nel computo dei gol si considerino due autoreti a favore. In corsivo i giocatori ceduti a stagione in corso.
| Giocatore        | Serie B  | Serie B | Serie B     | Serie B    | Coppa Italia | Coppa Italia | Coppa Italia | Coppa Italia | Totale   | Totale | Totale      | Totale     |
| Giocatore        | Presenze | Reti    | Ammonizioni | Espulsioni | Presenze     | Reti         | Ammonizioni  | Espulsioni   | Presenze | Reti   | Ammonizioni | Espulsioni |
| ---------------- | -------- | ------- | ----------- | ---------- | ------------ | ------------ | ------------ | ------------ | -------- | ------ | ----------- | ---------- |
| D. Assogna       | 0        | 0       | 0           | 0          | -            | -            | -            | -            | 0        | 0      | 0           | 0          |
| P. Bordoni       | 35       | -39     | 1           | 0          | 2            | -5           | 0            | 0            | 37       | -44    | 1           | 0          |
| L. Castellazzi   | 3        | -3      | 0           | 0          | -            | -            | -            | -            | 3        | -3     | 0           | 0          |
| D. Cecere        | 0        | 0       | 0           | 0          | -            | -            | -            | -            | 0        | 0      | 0           | 0          |
| Y. Cannarsa      | 31       | 1       | 5           | 0          | 2            | 0            | 0            | 0            | 33       | 1      | 5           | 0          |
| C. Caruso        | 5        | 0       | 0           | 0          | -            | -            | -            | -            | 5        | 0      | 0           | 0          |
| E. Chionna       | 29       | 0       | 7           | 0          | 1            | 0            | 0            | 0            | 30       | 0      | 7           | 0          |
| F. Galeoto       | 31       | 1       | 4           | 0          | -            | -            | -            | -            | 31       | 1      | 4           | 0          |
| D. Giansante     | 0        | 0       | 0           | 0          | 1            | 0            | 0            | 0            | 1        | 0      | 0           | 0          |
| V. Lambertini    | 36       | 2       | 3           | 1          | 1            | 0            | 0            | 0            | 37       | 2      | 3           | 1          |
| D. Nicola        | 7        | 0       | 0           | 0          | 1            | 0            | 0            | 0            | 8        | 0      | 0           | 0          |
| A. Ružnič        | 3        | 0       | 0           | 0          | -            | -            | -            | -            | 3        | 0      | 0           | 0          |
| M. Zanutta       | 31       | 0       | 5           | 0          | 2            | 0            | 0            | 0            | 33       | 0      | 5           | 0          |
| M. Allegri       | 19       | 0       | 2           | 1          | 2            | 1            | 0            | 0            | 21       | 1      | 2           | 1          |
| M. Baldi         | 34       | 1       | 5           | 0          | 2            | 0            | 0            | 0            | 36       | 1      | 5           | 0          |
| A. Coletti       | 0        | 0       | 0           | 0          | -            | -            | -            | -            | 0        | 0      | 0           | 0          |
| M. Epifani       | 10       | 0       | 0           | 0          | 2            | 0            | 0            | 0            | 12       | 0      | 0           | 0          |
| M. Gelsi         | 35       | 13      | 11          | 1          | 2            | 0            | 0            | 0            | 37       | 13     | 11          | 1          |
| G. Melosi        | 15       | 0       | 3           | 0          | -            | -            | -            | -            | 15       | 0      | 3           | 0          |
| L. Minopoli      | 4        | 0       | 0           | 0          | -            | -            | -            | -            | 4        | 0      | 0           | 0          |
| P. Rachini       | 21       | 1       | 2           | 1          | 2            | 0            | 2            | 0            | 23       | 1      | 4           | 1          |
| S. Sullo         | 18       | 2       | 2           | 0          | -            | -            | -            | -            | 18       | 2      | 2           | 0          |
| A. Terracenere   | 22       | 0       | 5           | 2          | 2            | 0            | 1            | 0            | 24       | 0      | 6           | 2          |
| I. Tisci         | 29       | 1       | 4           | 0          | 2            | 0            | 0            | 0            | 31       | 1      | 4           | 0          |
| M. Cicconi       | 18       | 0       | 2           | 0          | 2            | 0            | 0            | 0            | 20       | 0      | 2           | 0          |
| D. Di Giannatale | 2        | 0       | 1           | 0          | 0            | 0            | 0            | 0            | 2        | 0      | 1           | 0          |
| M. Esposito      | 38       | 12      | 3           | 0          | 0            | 0            | 0            | 0            | 38       | 12     | 3           | 0          |
| P. Luiso         | 15       | 2       | 4           | 0          | -            | -            | -            | -            | 15       | 2      | 4           | 0          |
| V. Palumbo       | 15       | 4       | 0           | 0          | -            | -            | -            | -            | 15       | 4      | 0           | 0          |
| G. Pisano        | 32       | 8       | 3           | 1          | 2            | 1            | 0            | 0            | 34       | 9      | 3           | 1          |
| A. Tentoni       | 3        | 0       | 1           | 0          | 0            | 0            | 0            | 0            | 3        | 0      | 1           | 0          |